# Maître de l'Abbaye d'Affligem
Maître de l'Abbaye d'Affligem (ou Maître d'Affligem) et Maître de l'Histoire de Joseph (ou Maître de la Légende de Joseph, ou Maître de la Vie de Joseph), sont des noms de convention donnés à un peintre anonyme actif dans le Sud des anciens Pays-Bas entre la fin du XVe et le début du XVIe siècle.

## Histoire

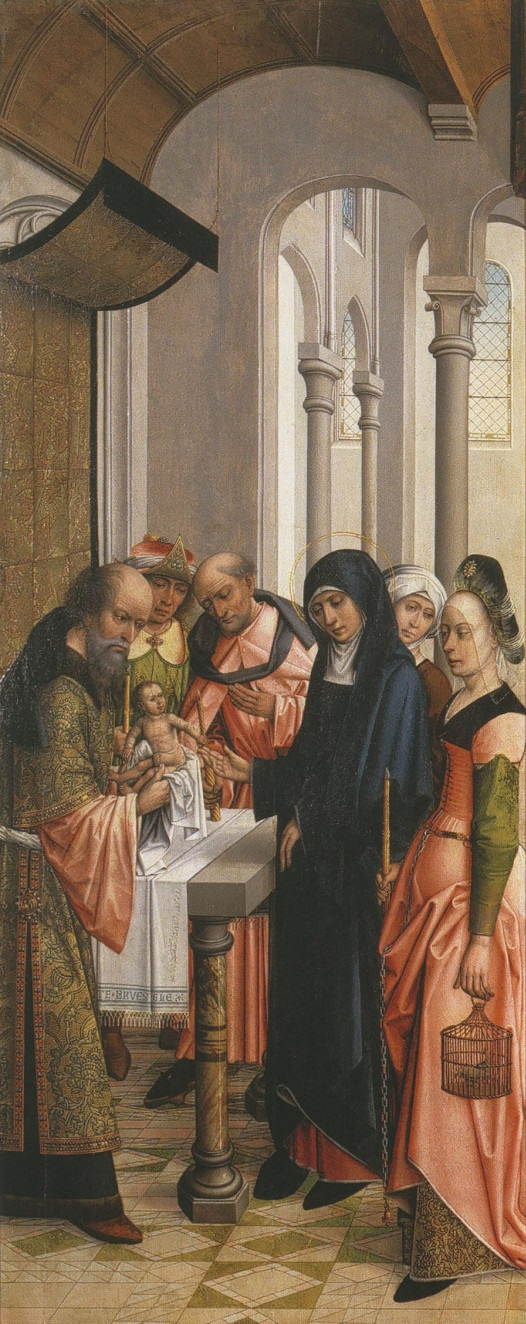
La Présentation au Temple (vers 1495), panneau du retable d'Affligem. L'inscription BRVESELE est lisible sur la nappe de l'autel.

En 1923, Max J. Friedländer étudie un corpus de six tondi (quatre conservés au Kaiser-Friedrich-Museum et deux, à cette époque, dans des collections privées) peints à l'huile sur bois et représentant des épisodes du récit vétérotestamentaire de la vie de Joseph. Il donne à leur auteur le Notname de « Maître bruxellois de la Légende de Joseph » et propose de les identifier à un cycle de six panneaux circulaires mentionnés en 1613 dans un inventaire après décès des collections du duc Charles III de Croÿ-Aarschot au château de Beaumont (Hainaut).
Friedländer attribue au même peintre un ensemble de huit panneaux de polyptyque provenant de l'abbaye d'Affligem, représentant des épisodes de la vie du Christ et de la Vierge Marie, conservés au musée de Bruxelles. Sur l'un d'eux (La Présentation au Temple), on peut lire l'inscription BRVESELE, qui en indique l'origine.
Friedländer juge le Maître d'Affligem contemporain de Colijn de Coter, mais présentant un style plus sobre que celui de ce dernier, et le cerne comme un peintre de cour actif à Bruxelles entre 1490 et 1500.
Quelques années plus tard, Friedländer attribue également à ce maître anonyme les volets latéraux du triptyque du Jugement dernier de Zierikzee (vers 1496-1506, musée de Bruxelles) et envisage la possibilité de l'identifier à Jacob van Laethem (nl), peintre de la cour de Philippe le Beau, ce prince étant représenté sur le volet gauche du retable de Zierikzee.
Les historiens de l'art ont aussi attribué au Maître d'Affligem deux panneaux représentant des épisodes du martyre de sainte Barbe (Baltimore, Walters Art Museum).
Une inscription comparable à celle de la Présentation de Bruxelles, associée au même sujet, se trouve sur un volet peint d'un retable sculpté de la cathédrale de Strängnäs, mais Catheline Périer-D'Ieteren considère qu'il s'agit plutôt d'une œuvre de Colijn de Coter. Cette historienne retrouve en revanche le style du Maître d'Affligem dans plusieurs tapisseries bruxelloises, ce qui suggère qu'il a pu dessiner des cartons à l'usage des lissiers de la capitale brabançonne.

## Œuvres

Cycle de l'Histoire de Joseph
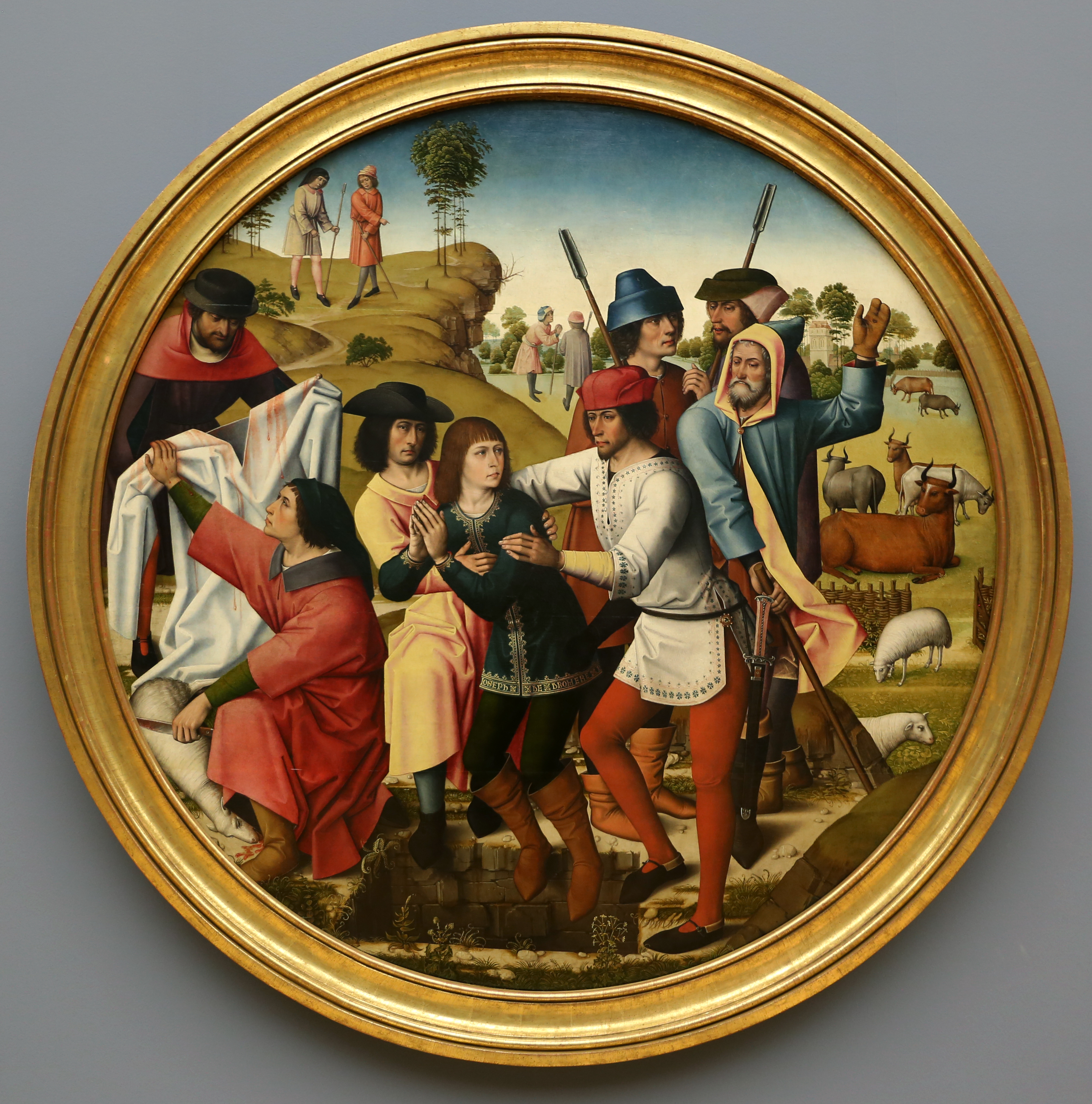
Joseph jeté dans un puits, Berlin, Bode-Museum
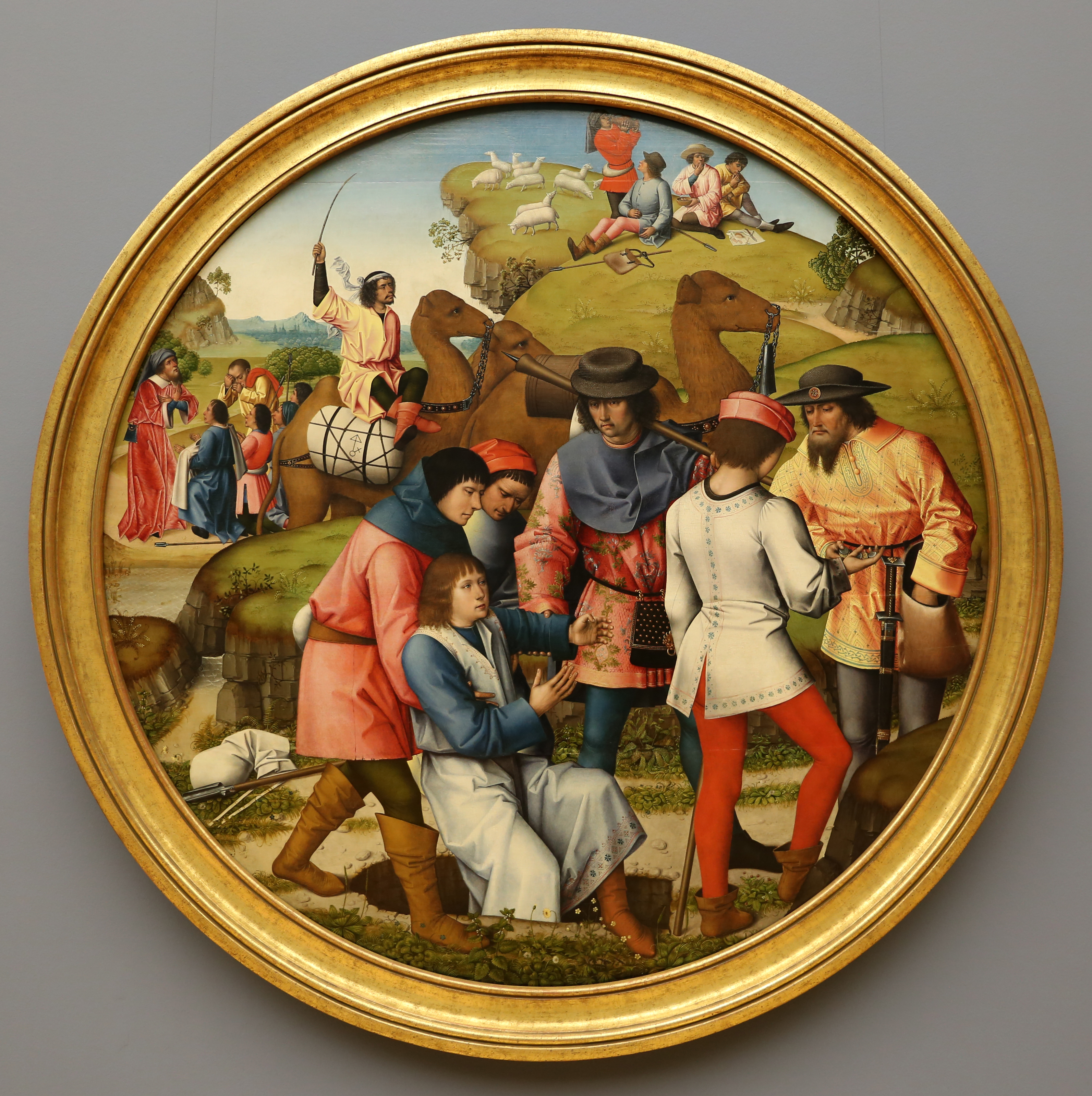
Joseph vendu par ses frères, Berlin, Bode-Museum
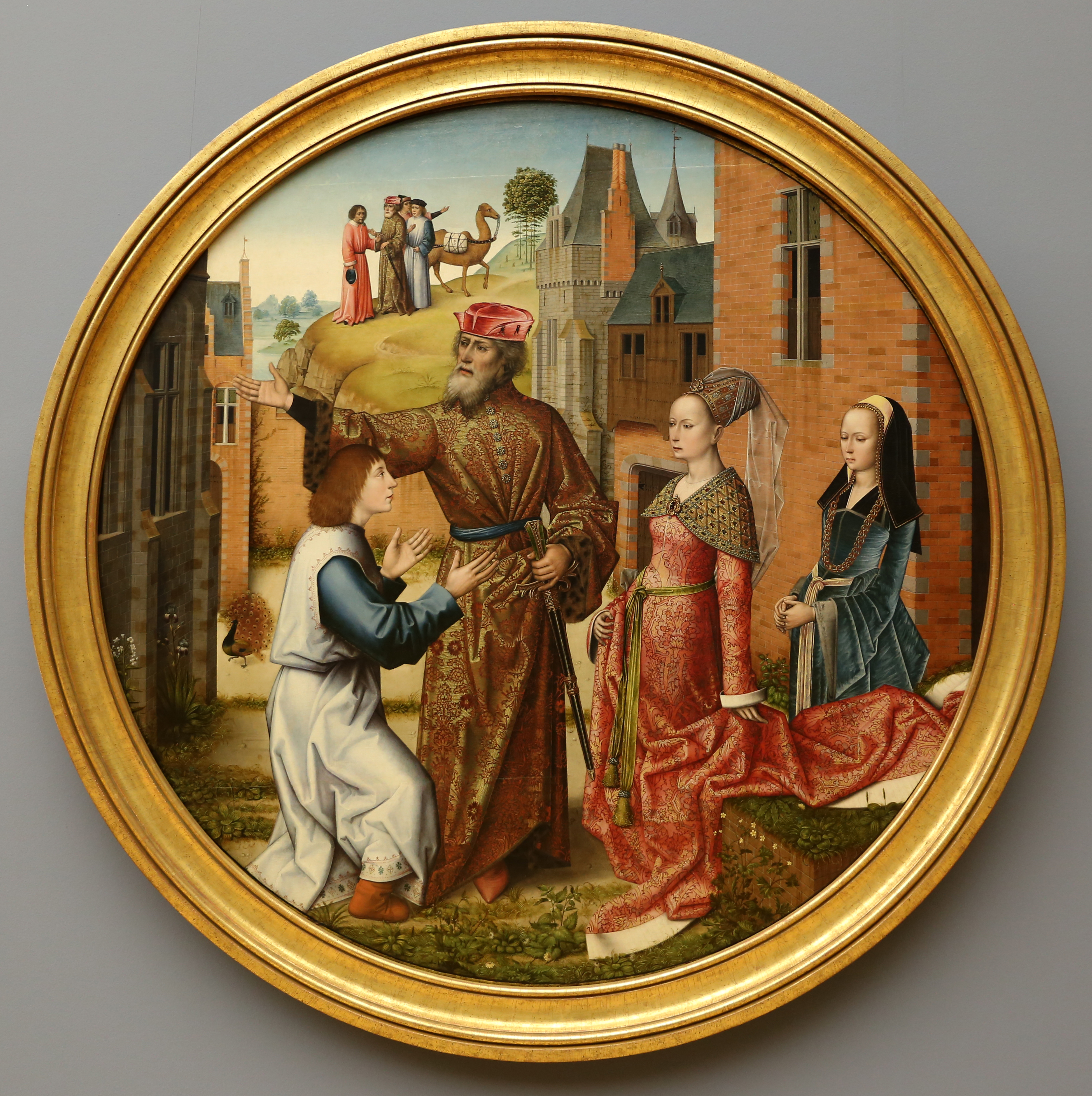
Joseph nommé intendant par Potiphar, Berlin, Bode-Museum
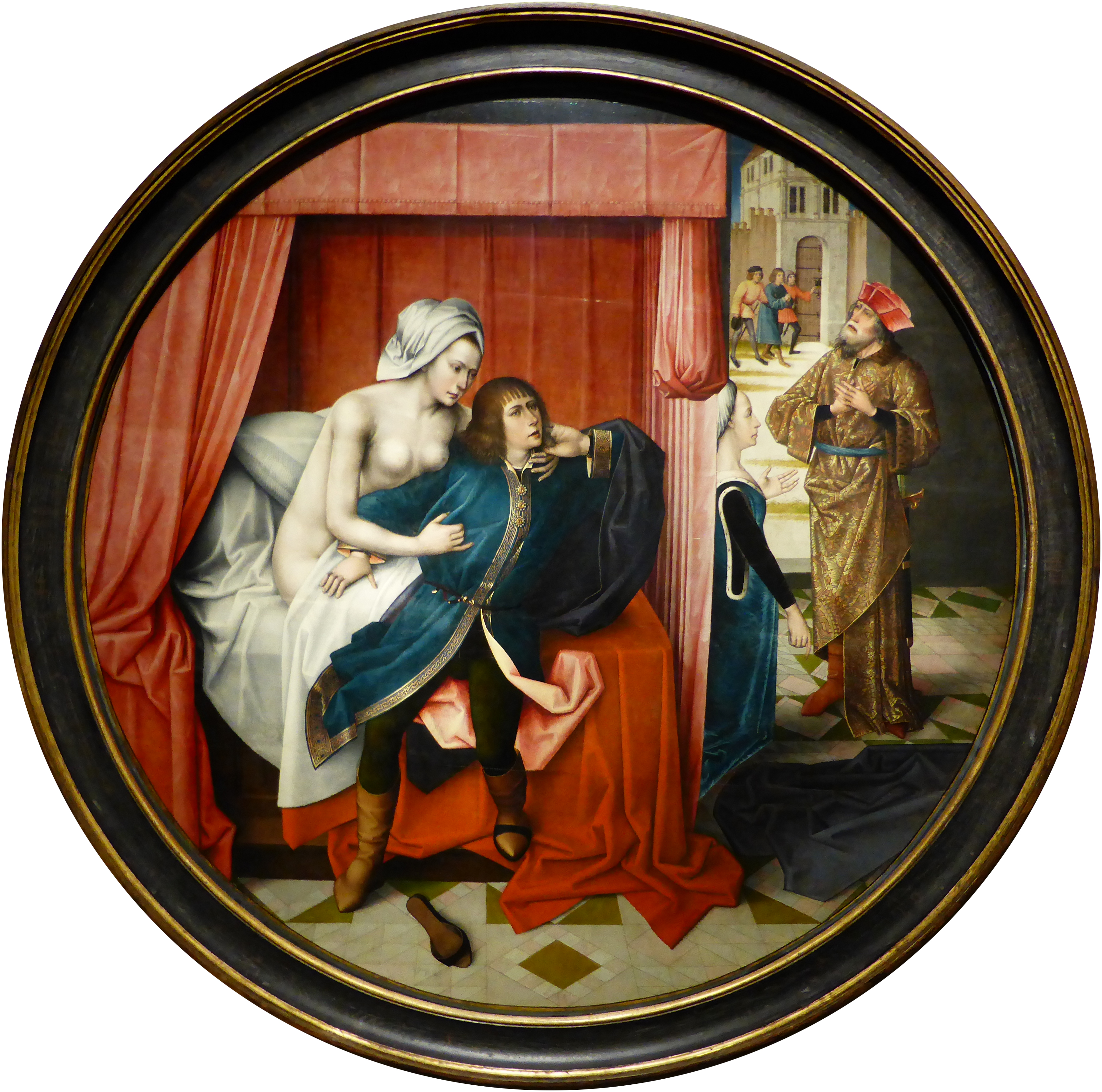
Joseph et la femme de Potiphar, Munich, Alte Pinakothek
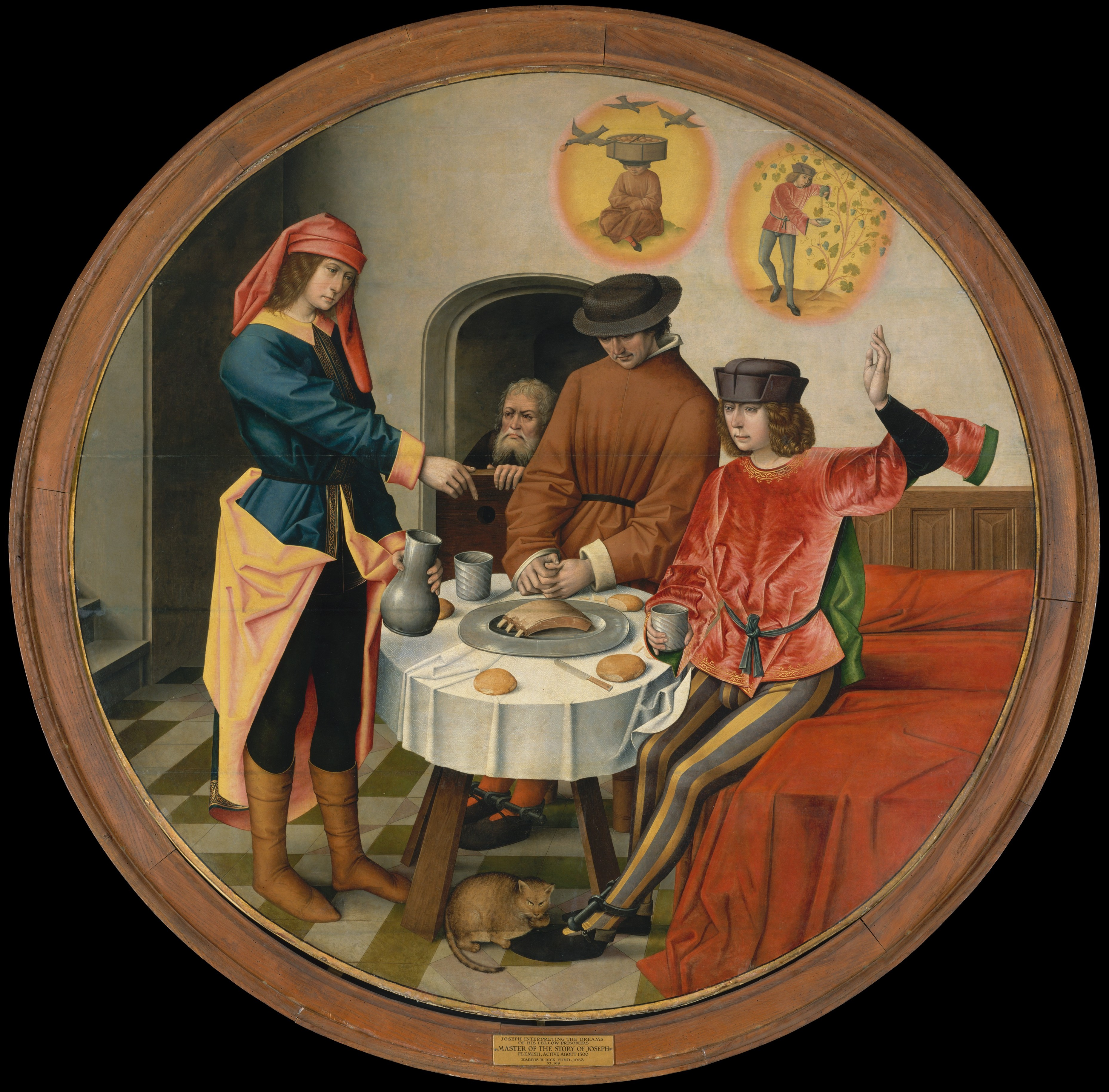
Joseph interprétant les rêves de ses codétenus, New York, Metropolitan Museum of Art
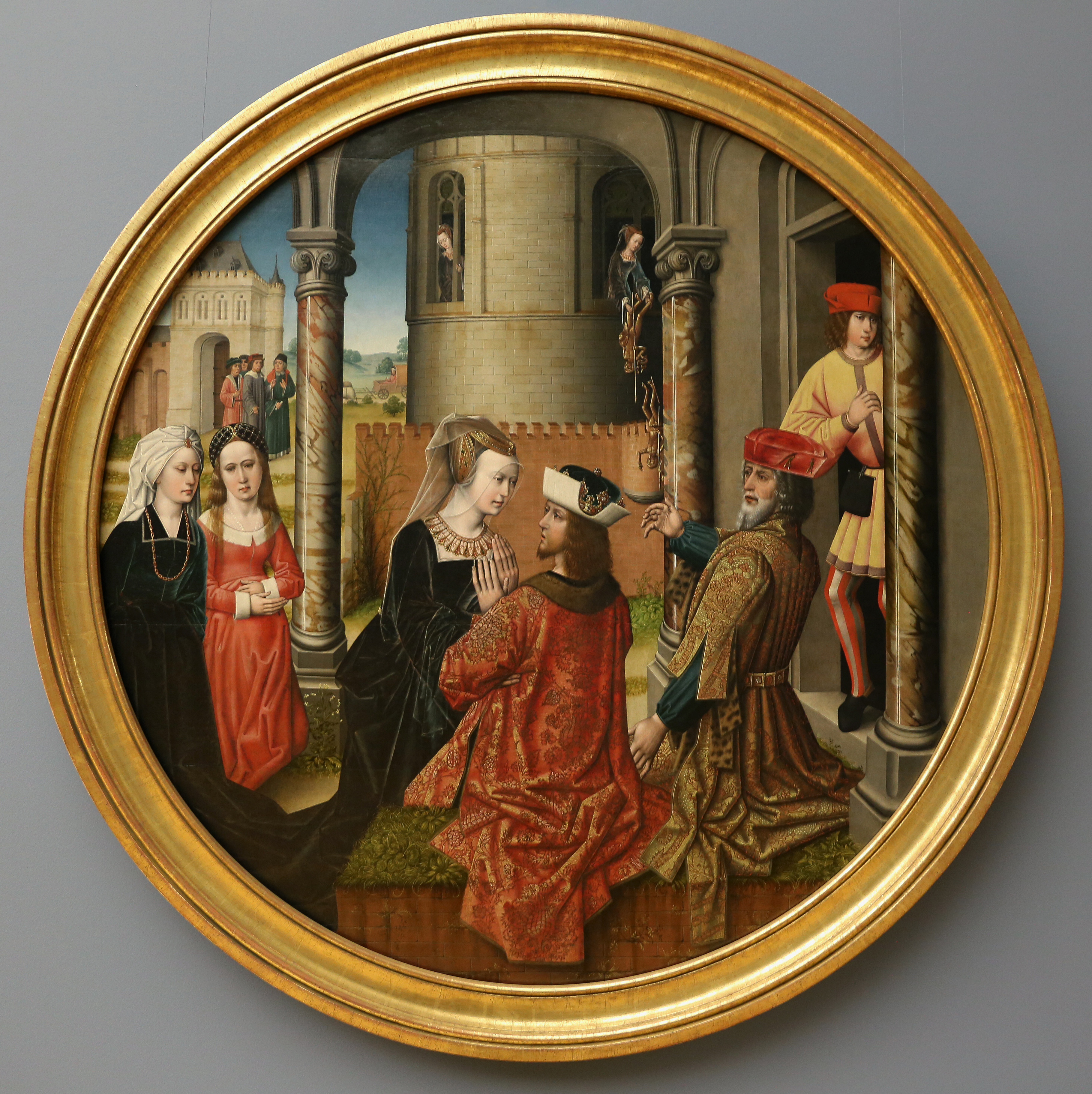
Joseph et Asnath, Berlin, Bode-Museum

Quelques autres œuvres attribuées à ce maître
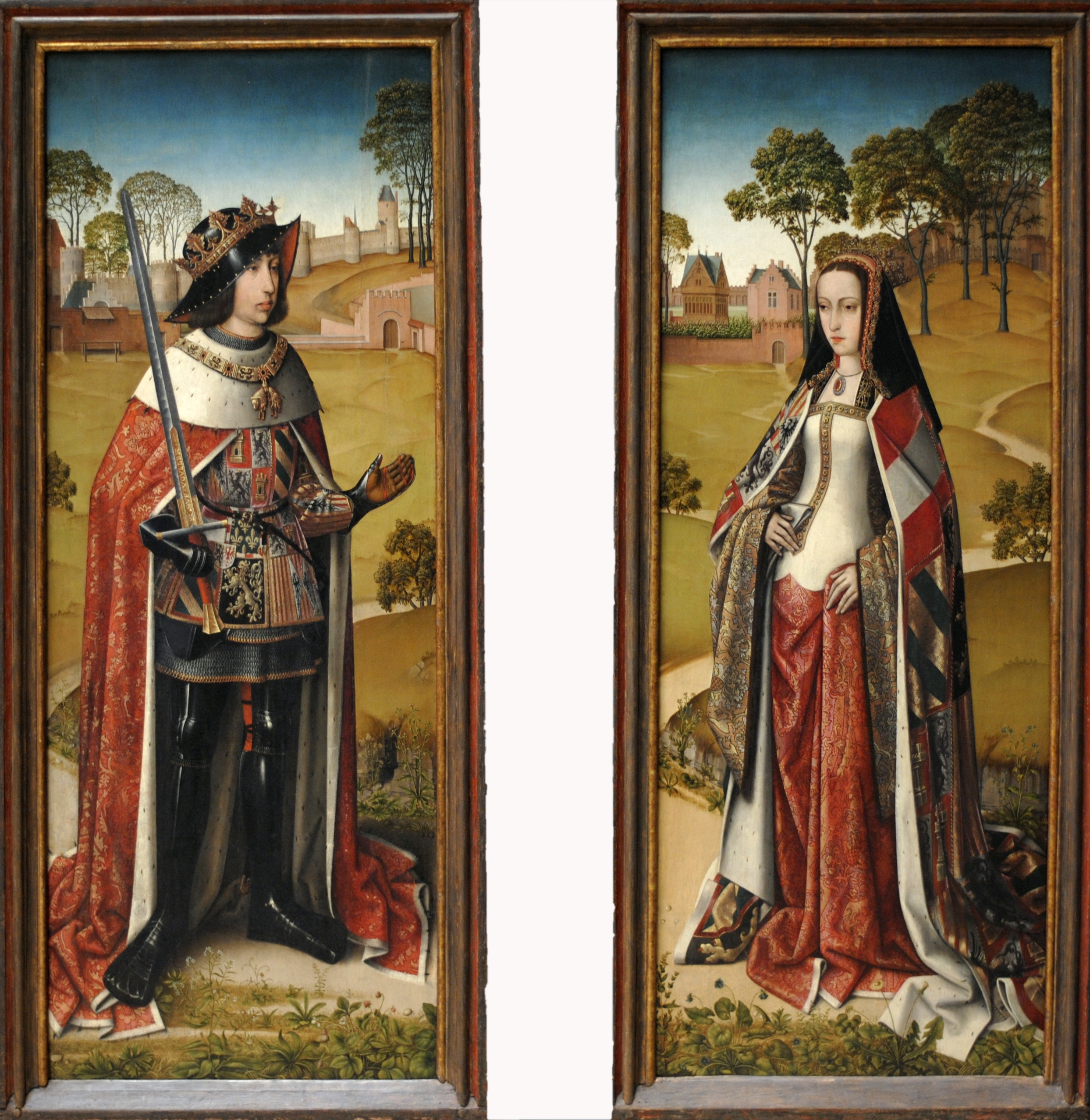
Volets latéraux du triptyque de Zierikzee : Philippe le Beau et Jeanne la Folle, Bruxelles, Musées royaux des Beaux-Arts de Belgique.
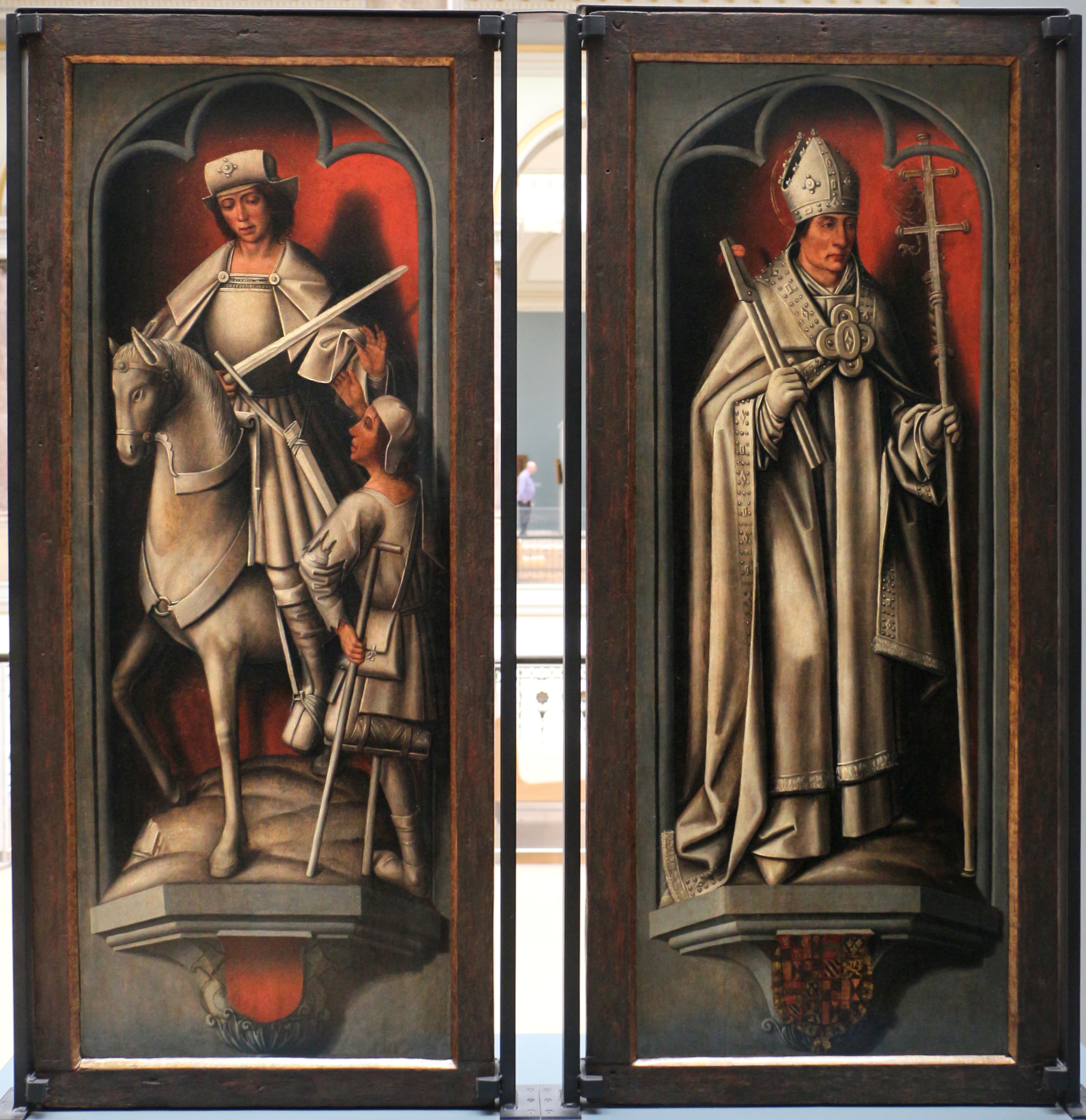
Revers des volets précédents : Saint Martin de Tours et Saint Liévin de Gand.
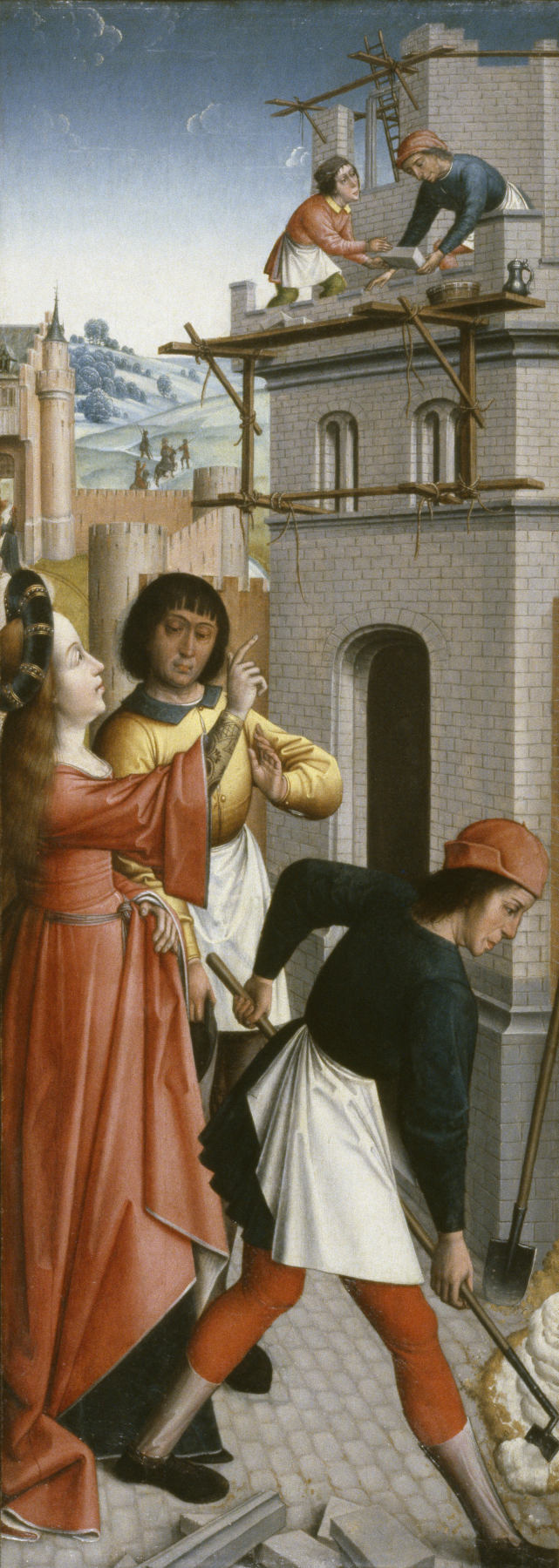
Sainte Barbe faisant construire la troisième fenêtre, Baltimore, Walters Art Museum.